# Calle de Eloy Gonzalo
La calle de Eloy Gonzalo es una vía urbana de la ciudad de Madrid.

## Descripción e historia
La calle, que discurre enteramente con sentido oeste-este por el distrito de Chamberí y el barrio de Trafalgar, nace en la glorieta de Quevedo y finaliza en la plaza de Iglesia (glorieta del Pintor Sorolla).
Antiguamente se conocía como Paseo (o calle) de La Habana, en referencia a la capital de la isla de Cuba. En 1874 se finalizó en la calle la construcción del Hospital Homeopático, proyecto de José Segundo de Lema, en el número 3 de la calle. El contiguo número 5, la casa del Doctor Núñez, fue construido por proyecto de Emilio Rodríguez Ayuso. En 1875 se tuvo que habilitar un nuevo ramal del viaje de agua de la Alcubilla para abastecer a la calle, junto a las de Santa Engracia y Luchana. Tras el desastre del 98, en 1899 se aprobó el cambio de nomenclatura de varios nombres de calles que guardaban relación con las posesiones españolas perdidas al de nombres propios de héroes patrios de guerra, y la vía se pasó a denominar como calle de Eloy Gonzalo, en honor a Eloy Gonzalo, el héroe de Cascorro. En el número 10 de la calle vivió el político socialista Francisco Largo Caballero.